# Jeff Baxter
Jeff "Skunk" Baxter (nasceu em 13 de Dezembro de 1948  em Washington, D.C.) é um guitarrista estadunidense, conhecido por atuar nas bandas Steely Dan e The Doobie Brothers.
Quando trabalhava na loja Manny's Music em Manhattan em 1966, Baxter conheceu Jimi Hendrix, e participou da banda Jimmy James and the Blue Flames, durante esse período.
Baxter mudou-se para Los Angeles, Califórnia e em 1972 entrou para a banda Steely Dan. Em 1974, ele foi para o grupo The Doobie Brothers permanecendo até 1979.
Baxter continuou trabalhando com outros artistas como Bryan Adams, Eric Clapton, Sheryl Crow, Freddie Hubbard, Joni Mitchell, Dolly Parton, Carly Simon, Rod Stewart, Barbra Streisand, Elton John, Pink Floyd, Aerosmith e outros.